# Tripterygium wilfordii
Tripterygium wilfordii är en benvedsväxtart som beskrevs av Joseph Dalton Hooker.
Tripterygium wilfordii ingår i släktet Tripterygium och familjen Celastraceae. Inga underarter finns listade.

## Bildgalleri

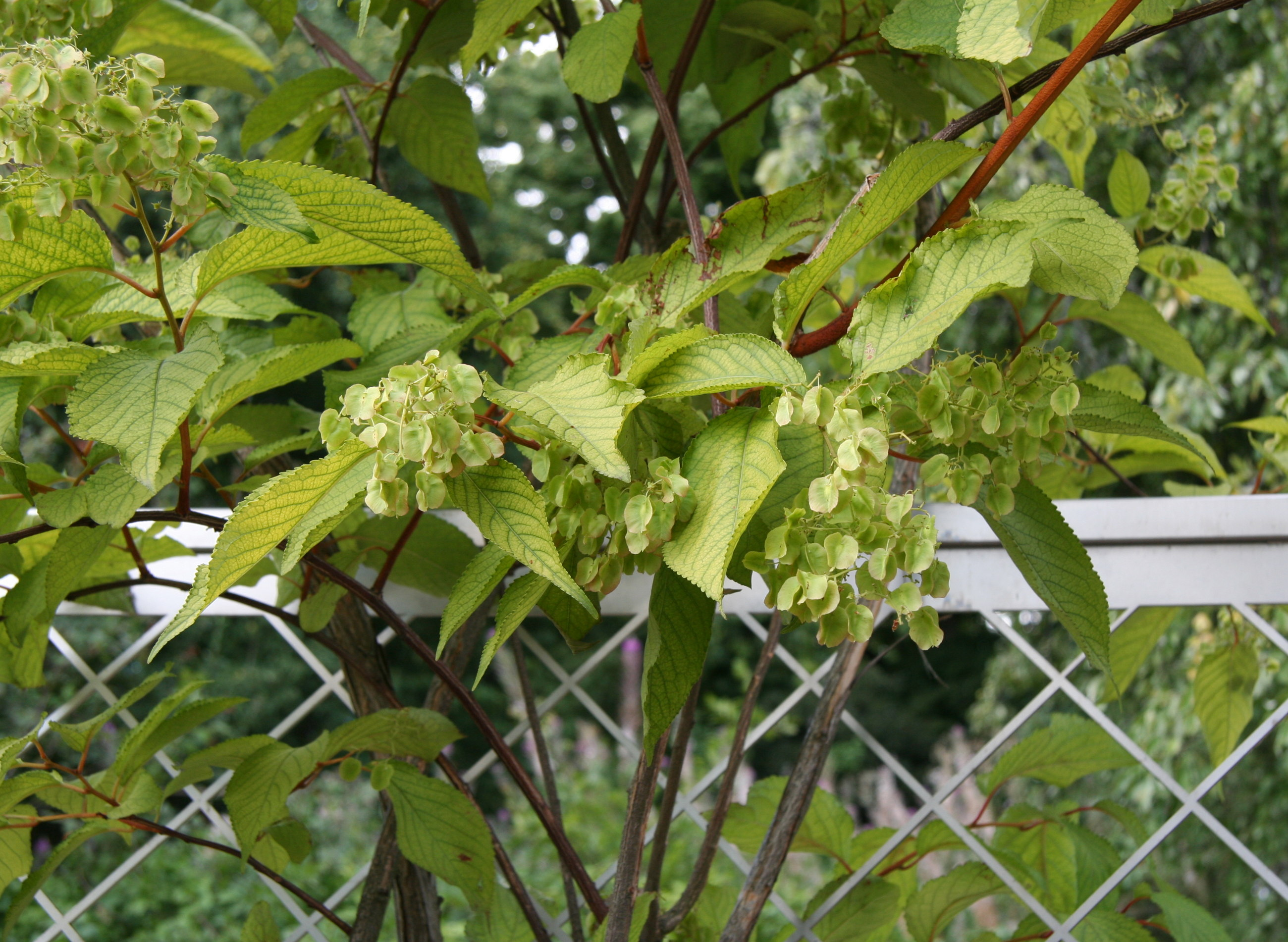
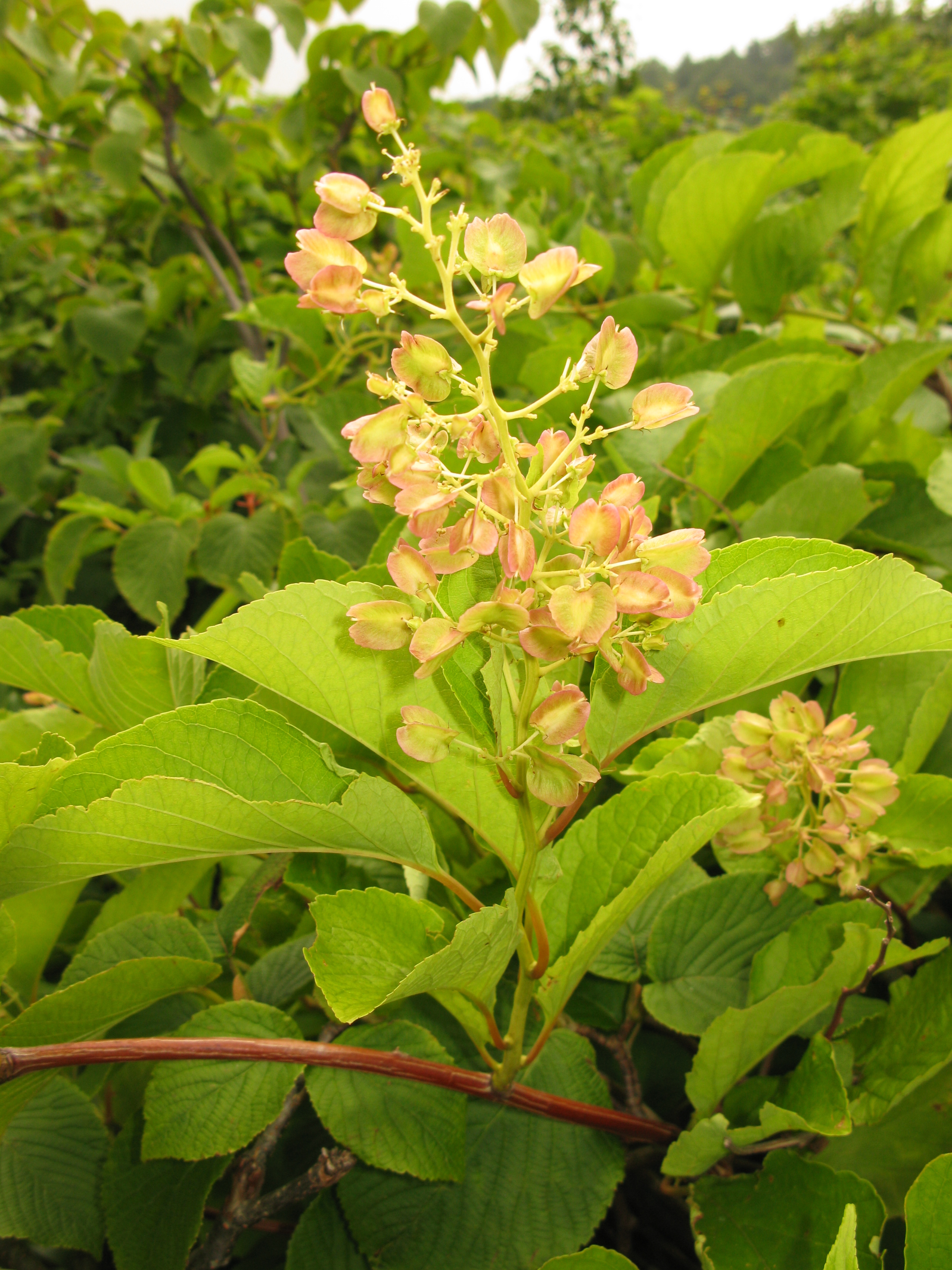